# Gäddtjärnen (Storsjö socken, Härjedalen)
Gäddtjärnen är en sjö i Bergs kommun i Härjedalen och ingår i Ljungans huvudavrinningsområde. Sjön har en area på 0,099 kvadratkilometer och ligger 618,3 meter över havet.

## Delavrinningsområde
Gäddtjärnen ingår i det delavrinningsområde (697390-136970) som SMHI kallar för Utloppet av Björnsjön. Medelhöjden är 626 meter över havet och ytan är 12,84 kvadratkilometer. Räknas de 4 avrinningsområdena uppströms in blir den ackumulerade arean 20,15 kvadratkilometer. Björnsjöån som avvattnar avrinningsområdet har biflödesordning 3, vilket innebär att vattnet flödar genom totalt 3 vattendrag innan det når havet efter 304 kilometer. Avrinningsområdet består mestadels av skog (78 procent). Avrinningsområdet har 1,01 kvadratkilometer vattenytor vilket ger det en sjöprocent på 7,8 procent.